# Honbice

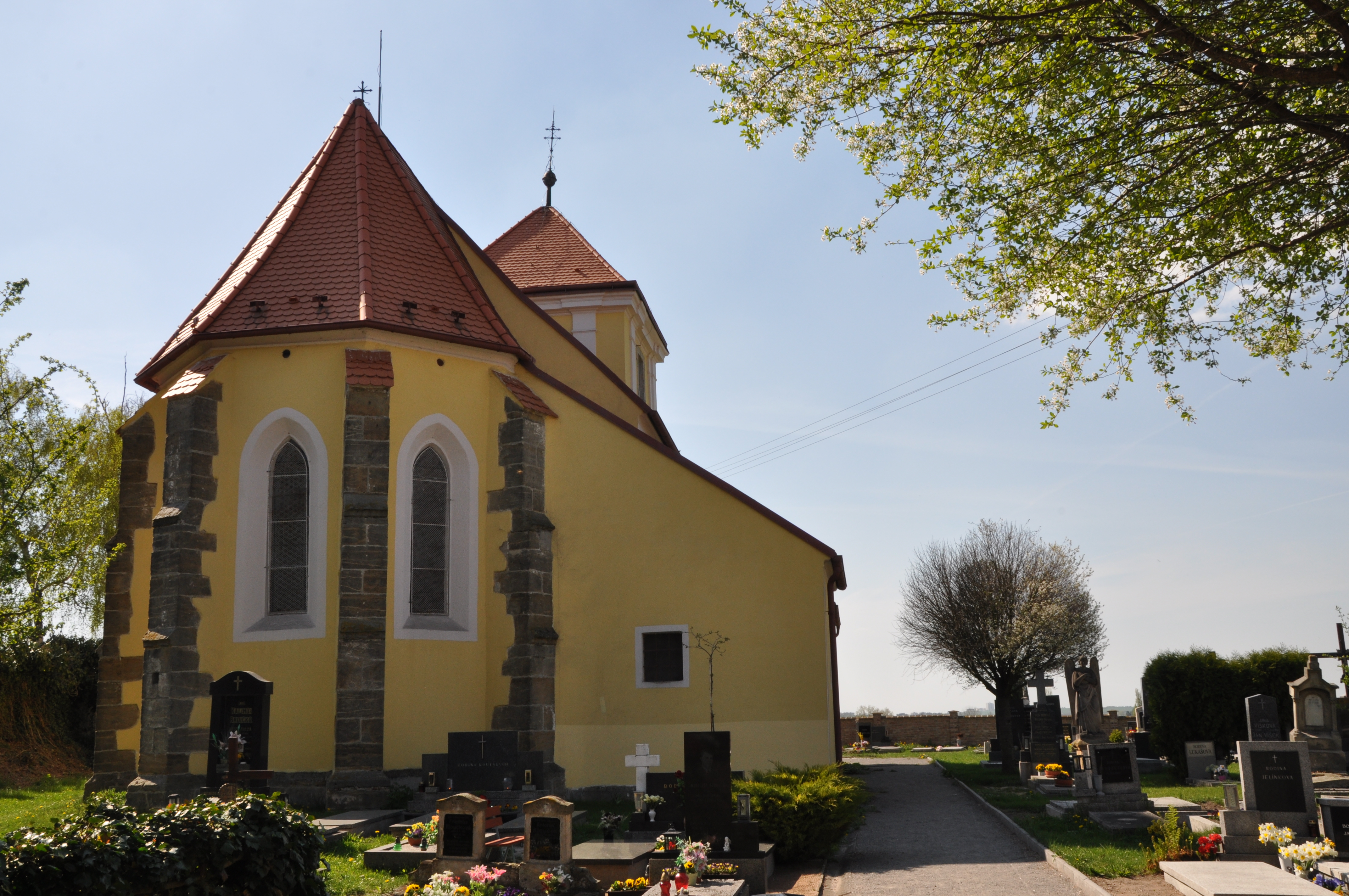
Kirche der Kreuzerhöhung

Honbice (deutsch Hombitz) ist eine Gemeinde in Tschechien. Sie liegt acht Kilometer südöstlich von Chrudim und gehört zum Okres Chrudim.

## Geographie
Honbice befindet sich rechtsseitig über dem Tal des Baches Ježděnka auf der Hrochotýnecká tabule (Hrochow-Teinitzer Tafel). Am nordwestlichen Ortsausgang liegt der Teich Ježděnec. Südwestlich erhebt sich der Hügel Kamenice (Kamenitz, 297 m n.m.).
Nachbarorte sind Nabočany und Hrochův Týnec im Norden, Skalice und Blansko im Nordosten, Přestavlky und Trojovice im Osten, Řestoky im Südosten, Dolní Mlýn und Zaječice im Süden, Libanice im Südwesten, Tři Bubny im Westen sowie Kočí im Nordwesten.

## Geschichte
Es wird angenommen, dass die Dörfer Trojovice, Zájezdec und Honbice in der Mitte oder Ende des 12. Jahrhunderts von Řestoky aus durch das Kloster Kladruby angelegt worden sind.
Die erste urkundliche Erwähnung von Honbice erfolgte im Jahre 1244 als Vladikensitz.  Die Kirche wurde in der Mitte des 14. Jahrhunderts errichtet. Später wurde das Gut Honbice dem Allodialgut Přestawlk zugeschlagen. Zu den Besitzern gehörten ab 1658 der Hauptmann des Chrudimer Kreises Adam Heinrich Talatzko von Gestetitz, ab 1704 Norbert Leopold von Kolowrat-Liebsteinsky und ab 1747 die Fürsten Auersperg.
Im Jahre 1835 bestand das im Chrudimer Kreis gelegene Dorf Hombitz, auch Honbitz bzw. Honwitz genannt, aus 43 Häusern, in denen 252 Personen lebten. Davon gehörten 28 Häuser zum Gut Přestawlk und 15 zur Herrschaft Nassaberg. Unter dem Patronat der Nassaberg standen die Filialkirche der hl. Kreuzerhöhung und die Schule. Pfarrort war Hrochow-Teinitz. Bis zur Mitte des 19. Jahrhunderts blieb Hombitz zwischen dem Gut Přestawlk und der Herrschaft Nassaberg, die beide denselben Besitzer hatten, geteilt.
Nach der Aufhebung der Patrimonialherrschaften bildete Hombice/Hombitz ab 1849 mit den Ortsteilen Libanice/Libanitz und Nabočany/Nabotschan eine Gemeinde im Gerichtsbezirk Chrudim. Ab 1868 gehörte die Gemeinde zum politischen Bezirk Chrudim. Nabočany löste sich 1873 los und bildete eine eigene Gemeinde. 1924 erfolgte die Änderung des tschechischen Ortsnamens in Honbice.

## Gemeindegliederung
Die Gemeinde Honbice besteht aus den Ortsteilen Honbice (Hombitz) und Libanice (Libanitz), die zugleich auch Katastralbezirke bilden.

## Sehenswürdigkeiten
- Kirche der Kreuzerhöhung in Honbice, sie entstand in der Mitte des 14. Jahrhunderts
- Gedenkstein für die Gefallenen des Ersten Weltkrieges mit Büste von Jan Žižka, an der Kirche in Honbice
- Glockenturm in Libanice
- Gedenkstein für die Gefallenen des Ersten Weltkrieges mit Büste von T. G. Masaryk in Libanice

## Söhne und Töchter der Gemeinde
- Antonín Profous (1878–1953), Sprachwissenschaftler, geboren in Libanice